# Balsamtråding
Balsamtråding (Inocybe tricolor) är en svampart som tillhör divisionen basidiesvampar, och som beskrevs av Robert Kühner. Balsamtråding ingår i släktet Inocybe, och familjen Crepidotaceae. Enligt den svenska rödlistan är arten sårbar i Sverige. Arten förekommer i Götaland och Nedre Norrland. Artens livsmiljö är skogslandskap.